# دهنه آبشوئیه
دهنه آبشوئیه، روستایی در دهستان زهمکان بخش حور شهرستان فاریاب در استان کرمان ایران است.

## جمعیت
بر پایه سرشماری عمومی نفوس و مسکن در سال ۱۳۹۵، جمعیت این روستا برابر با ۲۷۴ نفر (۸۱ خانوار) بوده‌است.